# Ernst-Christian-Trapp-Preis
Der Ernst-Christian-Trapp-Preis ist ein Preis der Deutschen Gesellschaft für Erziehungswissenschaft (DGfE). Benannt wurde er nach Ernst Christian Trapp, dem ersten deutschen Inhaber eines Lehrstuhls für Pädagogik. Mit ihm werden innovative und unkonventionelle wissenschaftliche Leistungen im Fach Pädagogik geehrt. Der Trapp-Preis wird seit 1996 anlässlich der alle zwei Jahre stattfindenden Kongresse der DGfE verliehen.

## Preisträger
- 1996: Peter Martin Roeder
- 1998: Hartmut von Hentig (am 20. Januar 2017 aberkannt)[2]
- 2000: Klaus Mollenhauer
- 2002: Wolfgang Klafki
- 2004: Carl-Ludwig Furck
- 2006: Theodor Schulze
- 2008: Christa Berg
- 2010: Hans Thiersch
- 2012: Helmut Fend
- 2014: Hannelore Faulstich-Wieland
- 2016: Heinz-Elmar Tenorth
- 2018: Werner Helsper
- 2020: Frank Achtenhagen
- 2022: Ingrid Lohmann
- 2024: Dietrich Benner